# いわき市文化センター
いわき市文化センター（いわきしぶんかセンター）は、福島県いわき市平にある多目的ホールである。施設自体はいわき市中央公民館でもある。1966年のいわき市誕生以前は「平市役所」の庁舎が建っていた。

## 概要
1975年5月2日に旧平市役所跡地にて建設、落成。地上6階地下1階の複合施設で、プラネタリウムや大ホールをはじめ、会議室や展示室、講義室などさまざまな文化施設が入居する。開館当時は「いわき市中央図書館」が4階と5階に立地していたが、ラトブの落成により図書館施設はラトブ内いわき総合図書館へ移動となった。

## フロア
| 階      | 概 要 |
| ------- | --- |
| 屋上    | 屋上天文台 |
| 6階     | プラネタリウム |
| 5階     | 英語・教育図書資料室、学校図書館支援室、教育相談事務室、教材作成・実習室I・II、教育相談室1,2,3、子どもチャレンジルーム、コンピュータ研修室、総合教育センター事務室 |
| 4階     | 第1・2多目的室、大会議室(1)(2)、中展示場 |
| 3階     | 大展示場(1)(2)、創作室、和室舞台、和室(1)(2)(3) |
| 2階     | 第1・2・3・4会議室、中会議室(1)(2)、視聴覚室、調理実習室、準備室                                                                                                   |
| 1階     | 大ホール、第1・2・3・4楽屋、練習室、大講義室、科学展示室、文化センター・中央公民館事務室                                                                           |
| 地下1階 | 食堂、喫茶室 |

## プラネタリウム
※2015年9月30日をもって無期限休館となる。

### 観覧料
- 大人 120円（団体20名以上70円）
- 子供（小学生、中学生） 60円（団体20名以上40円）

### 投影時間
- 平日 午後3時
- 土曜日、日曜日、祝日 午前11時、午後3時

### 休館日
- 毎月第3日曜日
- 年末年始（12月29日から1月3日）
- その他プラネタリウムの番組切り替えや点検などにより、休館となる。詳細は公式サイトを参照。

## アクセス
- JR常磐線・磐越東線いわき駅より徒歩15分
- 平中町バス停より徒歩1分
- 常磐自動車道いわき中央ICより車で10分。無料駐車場69台あり。